# Mina de Neves-Corvo
A Mina de Neves-Corvo é uma exploração subterrânea de cobre, chumbo e zinco, situada no Município de Castro Verde, no distrito de Beja (Baixo Alentejo), em Portugal, estando concessionada à Somincor — Sociedade Mineira de Neves-Corvo, SA.

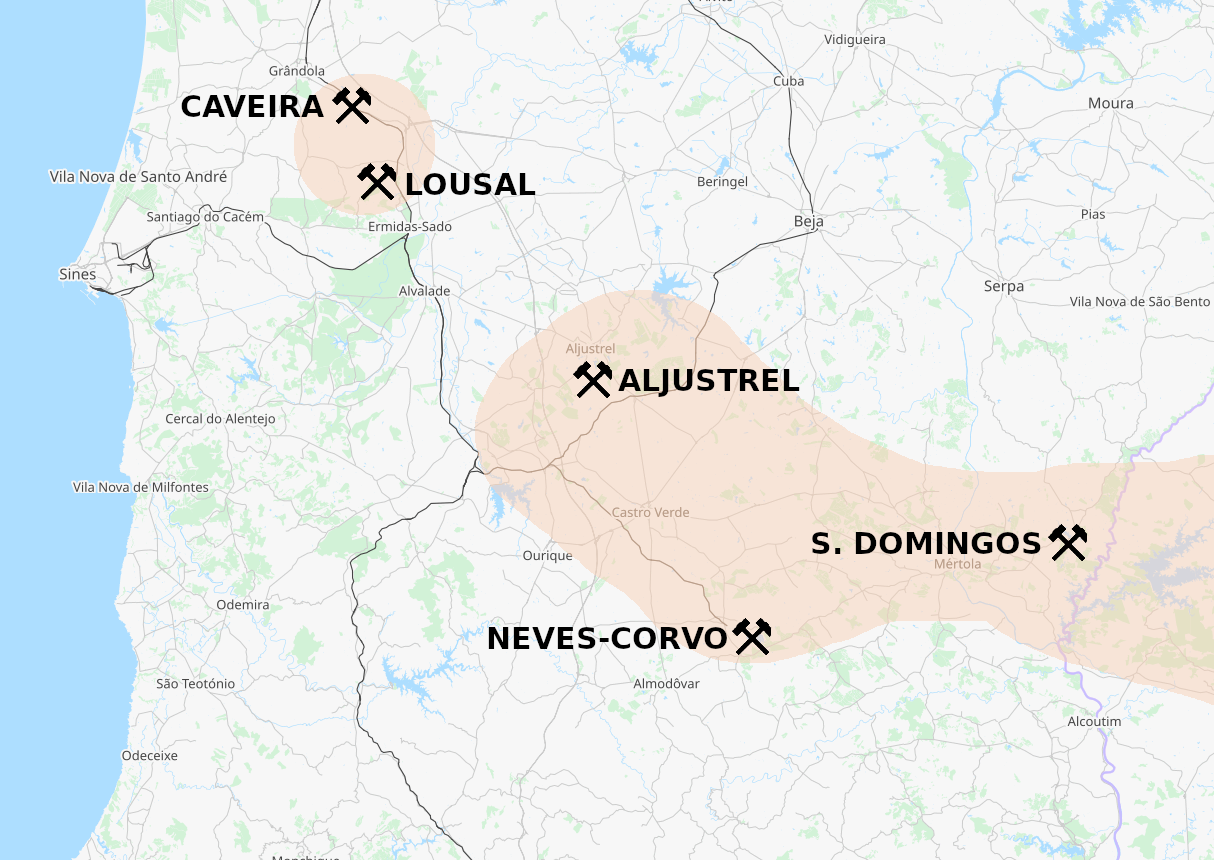
Mapa da Faixa Piritosa Ibérica em Portugal, com as principais minas. A de Neves-Corvo é a única ainda em funcionamento.

## Descrição
A exploração mineira está situada a cerca de 15 Km de distância da sede do município, e a 500 m de distância da aldeia de Nossa Senhora da Graça de Padrões, no município de Almodôvar. A mina de Neves-Corvo consiste numa exploração subterrânea, com cinco jazigos de sulfuretos maciços: Neves, Corvo, Graça, Zambujal e Lombador.
A mina explora um jazigo de cobre e estanho situado nos Municípios de Castro Verde e Almodôvar, que foi classificado como um dos mais ricos do mundo. Este jazigo está integrado na margem Sul da Faixa Piritosa Ibérica, uma área de grandes potencialidade mineiras, situada na região Sudoeste da Península Ibérica, sensivelmente entre Alcácer do Sal, em Portugal, e Sevilha, em Espanha. Além de Neves-Corvo, esta zona também concentra outras importantes minas em território nacional, como a de Aljustrel e de São Domingos, esta última encerrada desde 1965.
Em 2020, os principais produtos da mina de Neves-Corvo eram concentrado de cobre, zinco e chumbo. O minério era processado no mesmo local da mina, sendo os concentrados de chumbo enviados por via rodoviária, enquanto que o cobre e zinco eram expedidos por caminho de ferro. Os minérios rejeitados eram colocados na Instalação de Resíduos do Cerro do Lobo, situado a cerca de três quilómetros das lavarias. Recebe a sua água da Barragem de Santa Clara, tendo a montante duas pequenas albufeiras para reter as águas, em caso de situação extrema, e caso seja necessário a barragem despeja para a Ribeira de Oeiras. A empresa também possuía instalações no Porto de Setúbal, que eram utilizadas para a expedição dos seus produtos.
Em 2017, a Somincor tinha cerca de dois mil empregados.

### Ramal de Neves-Corvo
A mina está ligada à rede ferroviária nacional pelo Ramal de Neves Corvo, com cerca de 31 Km de extensão, e que entronca em Ourique, na Linha do Alentejo.

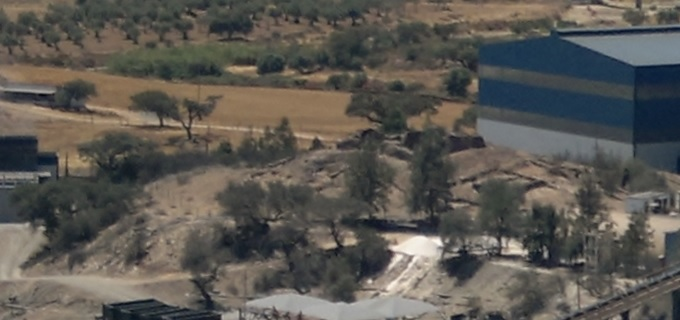
Sítio arqueológico romano do Castelinho dos Mouros, situado no interior do complexo mineiro.

## História

### Antecedentes e início da exploração
Desde a antiguidade que se regista a exploração da Faixa Piritosa Ibérica, tendo Aljustrel, Castro Verde e Mértola constituído importantes núcleos mineiros, durante a época romana. No interior e nas imediações do complexo mineiro foram identificados diversos locais arqueológicos, incluindo a antiga fortificação romana do Castelinho dos Mouros, uma pequena villa e um casal rústico, igualmente daquele período, duas necrópoles pré-históricas, e dois povoados também pré-históricos.
Em 1970, o Fundo Mineiro de Beja começou a fazer pesquisas na área entre as aldeias de Neves e Corvo, no concelho de Castro Verde, tendo encontrado um importante depósito de pirites. Esta descoberta foi depois confirmada e desenvolvida por empresas especializadas de origem estrangeira, tendo-se feito sondagens até cerca de 300 m de profundidade, cujas amostras revelaram uma grande quantidade de minério rico em cobre e altas percentagens de ouro, zinco, chumbo, ferro e prata. Em 1977 foi encontrado um depósito de sulfuretos que continha uma grande quantidade de metais básicos, principalmente o cobre, o estanho e o zinco. O jazigo de Neves-Corvo veio comprovar a fortíssima riqueza mineral que se encontrava no subsolo alentejano, com reservas de pirites computadas, nos finais da década de 1970, em 230 milhões de toneladas. Até então estes depósitos ainda não tinham sido devidamente exploradas, devido principalmente à falta de meios tecnológicos, que iriam ser empregues na nova mina de Neves-Corvo. Com efeito, previa-se que seria o primeiro complexo mineiro em território nacional a usar o sistema do acesso profundo, que iria permitir o uso de viaturas desde a superfície até aos jazigos minerais, já então em voga noutras explorações mineiras em redor do globo. Outra nova tecnologia a ser introduzida seria o tratamento das cinzas das pirites, até então pouco aproveitadas, que iria permitir a recuperação do seu teor de cobre, zinco e prata. A nova exploração de Neves-Corvo iria integrar uma nova fase no aproveitamento dos recursos mineiros, em que além da simples produção e tratamento do minério, este iria ser utilizado na produção de metais ainda na mesma região, potenciando o Alentejno como um centro mineiro e industrial, e fomentando o seu desenvolvimento em termos económicos, sociais e tecnológicos. Além de Neves-Corvo, o programa do governo também previa o incremento da produção noutras unidades mineiras do Alentejo, como Aljustrel e Lousal.
Em 24 de Julho de 1980, foi formada a Sociedade Mineira de Neves-Corvo, conhecida como Somincor. A exploração dos depósitos iniciou-se em 1988, como parte de uma joint venture entre o governo português e a multinacional Rio Tinto. Foi também nesse ano que a barragem do Cerro do Lobo começou a ser utilizada como local de armazenamento para os resíduos da mina. Em 1989 iniciou-se a produção de cobre, e no ano seguinte a de estanho. A abertura da mina teve um grande impacto económico em Castro Verde, uma vez que permitiu a geração de emprego num município onde existia pouca diversidade profissional. Com efeito, eventualmente a empresa mineira tornou-se a maior empregadora na zona, não só em Castro Verde mas também nos municípios anexos, limitando o êxodo rural para o litoral, e reduzindo desta forma a desertificação do interior. A Somincor também se afirmou como um dos mais importantes eixos de desenvolvimento, tendo contribuído de forma decisiva para o desenvolvimento económico, social e ambiental da região. Uma das intervenções de maior vulto da Somincor em termos culturais foi o financiamento das obras de restauro da Basílica Real de Castro Verde, nos princípios da década de 2020.
Em 1992 foi inaugurado o Ramal de Neves-Corvo, unindo a mina à estação de Ourique, na Linha do Alentejo. Em Março de 1999 a barragem do Cerro do Lobo atingiu o seu limite máximo, devido à forte pluviosidade que se fez sentir nos anos de 1997 e 1998, e ao acréscimo no volume de produção de minério. Devido à oposição das agências ambientais, não foi possível descarregar para a ribeira de Oeiras, pelo que a empresa optou por elevar provisoriamente os paredões da barragem em vinte centímetros. Este não foi o primeiro caso alarmante ligado à capacidade da barragem, já que em 1996 o nível de água tinha subido quase dois metros num só ano.

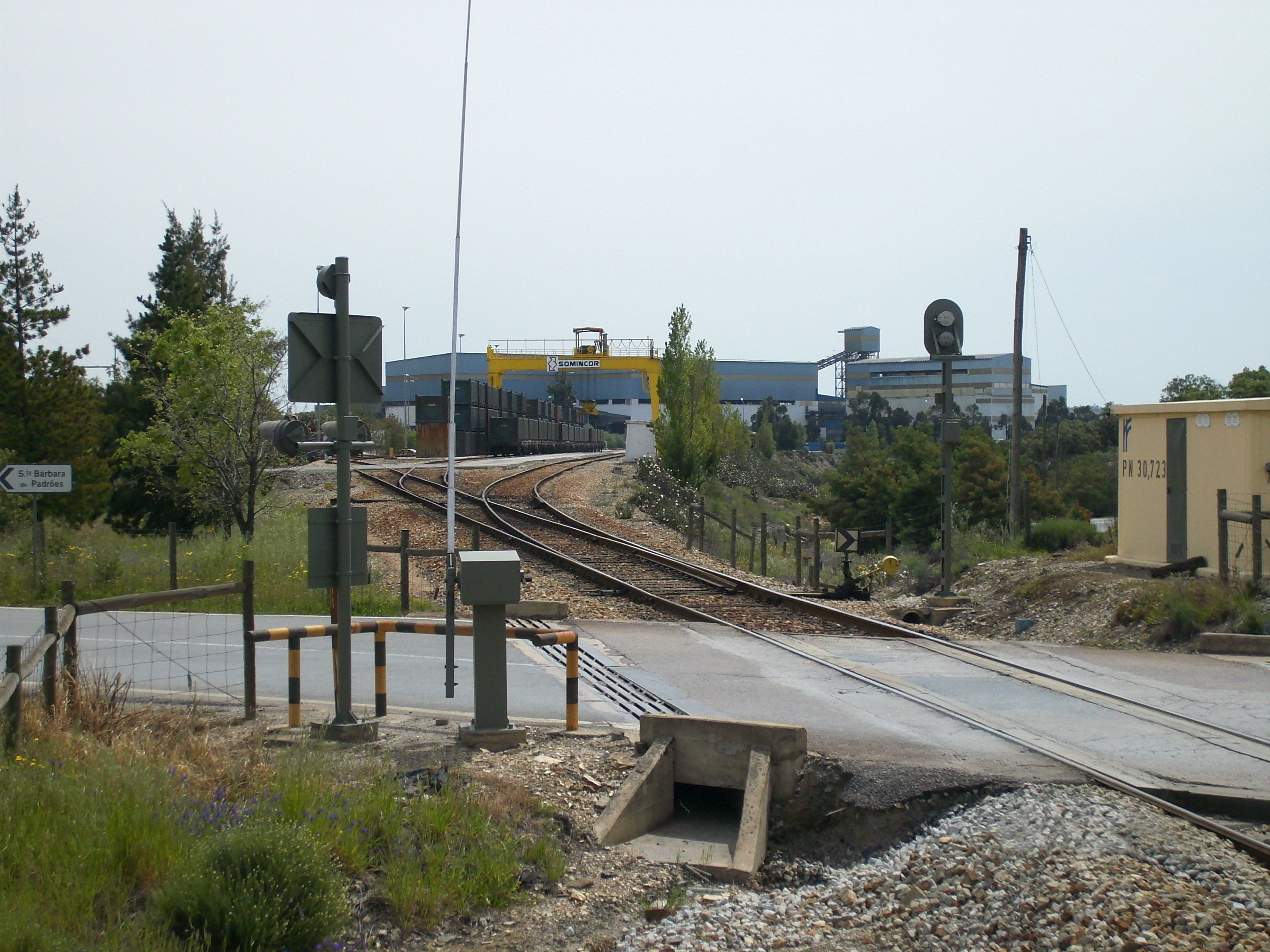
Ramal da Mina de Neves Corvo

### Década de 2000
Entre 2000 e 2002, a mina passou por uma fase de dificuldades financeiras devido aos prejuízos de exploração e os baixos valores do cobre, o que impediu a realização de grandes obras, como a quarta fase do alteamento da barragem do Cerro do Lobo, que só se pôde iniciar em Abril de 2003. Entretanto, em 2002 a Somincor assinou um contrato com a operadora Comboios de Portugal, para o transporte do minério. Em Junho de 2004, a Somincor foi comprada pela firma canadiana EuroZinc Mining Corporation, no âmbito de um processo de privatização da companhia portuguesa.
Em 26 de Março de 2005, o jornal Público noticiou que estavam quase terminadas as obras da quarta fase de alteamento da barragem do Cerro do Lobo, empreendimento que custou cerca de sete milhões de euros, e permitiu um aumento na capacidade de armazenamento da barragem, de 13 para 20 milhões de metros cúbicos de água e resíduos rejeitados. Foi igualmente instalado um descarregador de sifão, que substituiu o descarregador de fundo para a ribeira de Oeiras, e foram instaladas duas barragens a montante, de forma a evitar a situação de 1996. Em 29 de Abril desse ano, ocorreu um acidente no parque de minério, quando um dumper colidiu com uma pá carregadora, provocando a morte do condutor do primeiro veículo. A responsável pelas relações públicas da Somincor, Lígia Várzea, afirmou que este tinha sido o primeiro acidente com vítimas mortais «desde 1999», tendo explicado que «o número de vítimas mortais nesta mina tem sido muito reduzido e que o número de acidentes de trabalho, no geral, só foi maior nos primeiros anos, quando os procedimentos de segurança e de trabalho ainda não estavam estabilizados». Nessa mesma semana, a Somincor tinha recebido o prémio Prevenir Mais Viver Melhor no Trabalho do Instituto para a Segurança, Higiene e Saúde no Trabalho, por ter ficado em primeiro lugar num conjunto de 76 empresas, em termos de estatísticas de segurança entre 2000 e 2004, tendo-se verificado uma redução de 75% no número de acidentes na mina. De acordo com Lígia Várzea, em 2000 tinham-se registado cinquenta acidentes de trabalho que resultaram em incapacidade para os funcionários, número que até aos finais de Novembro de 2004 tinha descido para apenas cinco. O presidente da Somincor, António Corrêa de Sá, explicou que esta redução nos acidentes de trabalho tinha sido motivada pelo «robustecimento da cultura de segurança na empresa» e a alterações no clima social, que ficou mais estável após o final do regime de laboração contínua, permitindo a organização de programas de formação e de divulgação sobre segurança. Porém, António João Colaço, do Sindicato dos Trabalhadores da Indústria Mineira, afirmou que esta diminuição no número de acidentes de trabalho foi devido ao final do regime de laboração contínua, uma vez que este sistema «era mais penoso e causava maiores perturbações nos trabalhadores e familiares». Em relação ao acidente de Abril, o Sindicato classificou-o como «um acidente normal de percurso».
Posteriormente, a Eurozinc fundiu-se com a Lundin Mining, pelo que a Somincor tornou-se uma subsidiária da Lundin Mining em Novembro de 2006. Nesse ano, a lavaria de estanho foi adaptada para zinco, permitindo o arranque da produção daquele metal, estimando-se que as jazidas disponíveis seriam de cerca de quinze milhões de toneladas. Após a aquisição pela Lundin Mining, iniciou-se uma nova fase na mina de Neves-Corvo, com uma maior atenção ao desempenho operacional e o aproveitamento de novos recursos e reservas, nas áreas em redor. Em 13 de Novembro de 2008, a Lundin Mining Corporation anunciou a sua decisão de suspender a extracção e produção de zinco em Neves-Corvo e Aljustrel, enquanto esperava que os preços daquele mineral voltassem a recuperar. Em Janeiro desse ano, administrador-delegado da Somincor, John Andreatidis, afirmou ao periódico O Campaniço que os resultados financeiros de 2007 poderiam ser os mais elevados de sempre da empresa, devido às elevadas cotações do cobre. Nessa altura, os principais clientes eram a Espanha, Finlândia, Suécia e o Brasil. Informou igualmente que no quarto trimestre de 2007 tinha-se iniciado um estudo de viabilidade para o Projecto Lombador, que iria indicar qual seria o melhor local para a instalação de um novo poço de extracção, em conjunto com as várias infraestruturas associadas, e a construção de uma nova lavaria, de forma a permitir a exploração do jazigo de zinco do Lombador. Nessa altura previa-se que a produção de minério seria iniciada em 2011, e atingiria um total de 130.000 toneladas por ano, fazendo da Somincor «a segunda maior mina de Zinco da Europa».

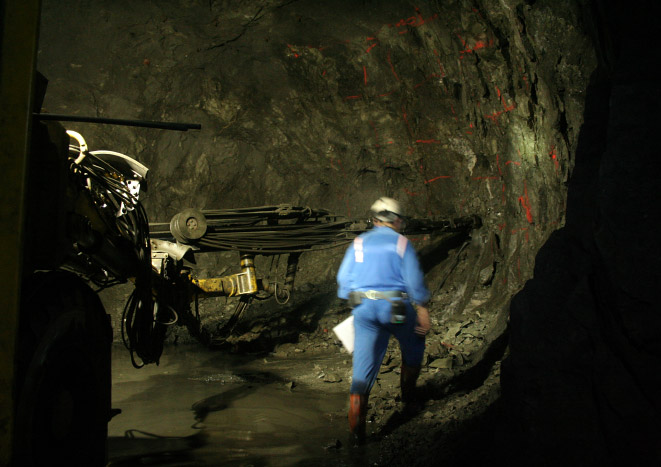
Detalhe de uma frente de desmonte no interior da mina, em 2010.

### Década de 2010
Em 2012, a mina extraía cobre, chumbo e zinco, produzindo cerca de 60 000 toneladas de cobre e 30 000 de zinco por ano.
Em 25 de Outubro de 2013, a Somincor apresentou em Lisboa o documentário O Cante da Terra, realizado por Daniel Pinheiro, sobre a biodiversidade na região mineira de Neves Corvo.
Em Dezembro de 2014, a Sociedade Mineira de Neves-Corvo encerrou temporariamente os seus balneários junto à lavaria de zinco, por terem sido identificadas colónias de bactérias Legionella naqueles locais. Em 26 de Junho de 2015, uma plataforma elevatória na lavaria de zinco virou-se, causando a queda de dois trabalhadores, um dos quais faleceu no dia seguinte, no Hospital de Santa Maria, em Lisboa. Em 26 de Junho de 2015, um trabalhador faleceu após ter caído de uma plataforma elevatória, na lavaria do zinco. Durante o colóquio Encontros 560, organizado pelo periódico Dinheiro Vivo e pelo Ministério da Economia em meados de 2017, o presidente da Lundin Mining, Paul Conibear, explicou que a Somincor estava a ter falhas nos lucros durante os últimos quatro anos, devido a quebras no preço do cobre, situação que, segundo as estatísticas do The International Copper Study Group (en) durava desde Janeiro de 2012. Num esforço para diversificar a produção e reduzir a dependência da mina em relação ao cobre, a Lundin Mining anunciou que iria lançar um programa para duplicar a produção de concentrado de zinco nos próximos três anos, num investimento de 260 milhões de Euros, que iria criar duzentos a trezentos postos de trabalho.
Nesse ano, os trabalhadores e o Sindicato dos Trabalhadores da Indústria Mineira entraram em conflito laboral com a Somincor, exigindo o fim do regime de laboração contínua no fundo das minas, uma maior «humanização» dos horários de trabalho, a antecipação da idade da reforma para os trabalhadores das lavarias, a progressão nas carreiras, o final das alterações unilaterais na política de prémios, e o «fim da pressão e da repressão sobre os trabalhadores». Neste sentido, os trabalhadores da Somincor fizeram três greves entre Outubro e Dezembro daquele ano, causando paragens na produção de minério. Em Janeiro de 2018, a Lundin Mining anunciou que iria atrasar o início das obras do programa para a expansão da produção de zinco, tendo justificado esta medida com as «perturbações laborais ocorridas no último trimestre de 2017 e a possibilidade de ocorrência de novas greves no primeiro trimestre de 2018». Esta decisão foi criticada pelo Sindicato dos Trabalhadores da Indústria Mineira, tendo o coordenador da direcção, Luís Cavaco, afirmado que tinha sido feita como «parte da intimidação da Lundin Mining sobre os trabalhadores» da Somincor, «para evitar que façam novas greves». Em Março de 2018, os trabalhadores voltaram a anunciar uma greve, tendo o dirigente do Sindicato, Jacinto Anacleto, acusado a Somincor de não querer negociar. O dirigente criticou igualmente o afastamento de «quatro encarregados gerais das lavarias da mina por terem usado do direito à greve, que está consagrado na Constituição da República», decisão que classificou como «antidemocrática, inadmissível e inaceitável». Em resposta, a administração da Somincor lamentou a organização de uma nova greve por parte do Sindicato, e afirmou que «sempre se mostrou disponível para negociar, tendo apresentado um conjunto de propostas que mereceram a aceitação da maioria dos colaboradores». Quanto ao caso dos quatro trabalhadores que tinham sido alegadamente afastados por ter utilizado o seu direito à greve, a Somincor declarou que cumpria «rigorosamente todos os requisitos da legislação laboral, tendo conhecimento e não questionando qualquer direito dos seus trabalhadores». Em Maio, a inspectora-geral da Autoridade para as Condições do Trabalho, Luísa Guimarães, anunciou que tinham sido instaurados procedimentos contraordenacionais à Somincor, e uma participação ao Ministério Público, por existirem provas da violação do direito à greve. Esta declaração foi feita durante uma comissão parlamentar da Comissão de Trabalho e Segurança Social, após o Partido Comunista Português ter pedido um requerimento sobre denúncias de assédio moral aos trabalhadores das minas de Neves-Corvo. Os indícios do violação do direito à greve foram identificados em duas investigações à Somincor, uma em Dezembro e outra em Março, tendo sido encontradas igualmente outras irregularidades laborais, como alterações nos horários de trabalho e nas funções de trabalhadores, levando à perda de remuneração, e a interdição de acesso ao local de trabalho ou incumprimento no pagamento do subsídio de Natal.

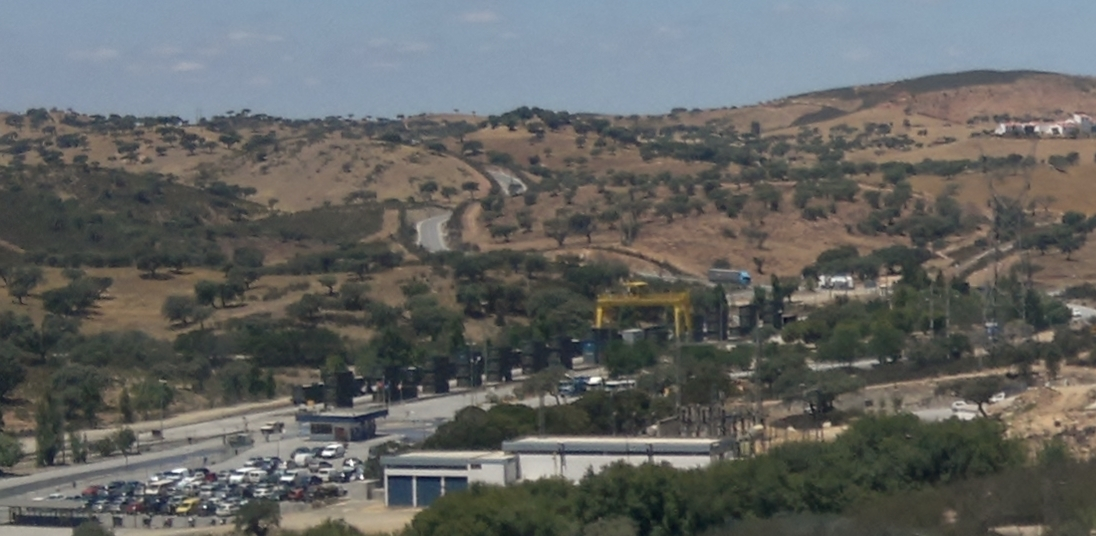
Pormenor do terminal ferroviário na mina de Neves Corvo, em 2012.

### Década de 2020
Em 24 de Setembro de 2020, um operário morreu após ter sido atingido por uma derrocada no interior da mina. Cerca de quinhentos trabalhadores participaram no cortejo fúnebre, que fizeram em silêncio, como forma de protestar contra a falta de condições de segurança nas instalações mineiras. Esta foi a primeira vítima mortal no complexo da mina desde o acidente de Junho de 2015. Também em 2020, a Somincor assinou um acordo de parceria com a operadora Altice Empresas para a instalação de tecnologia de comunicação na rede 4G, num programa inovador a nível mundial, que faria com que a mina de Neves-Corvo fosse uma das primeiras a dispor daquela tecnologia. O administrador-delegado da companhia mineira, Kenneth Norris, classificou a assinatura do protocolo com a Altice como «um momento relevante para a Somincor e que traduz a forte aposta que temos vindo a fazer na modernização tecnológica e na inovação da nossa atividade». Explicou igualmente que o sistema que iria ser aplicado era baseado numa «solução avançada de rede de dados wireless com tecnologia 4G/LTE para a cobertura de 90 km de túneis da mina», que incluía igualmente «o fornecimento de uma rede core local redundante para garantia de elevada autonomia, menor latência e segurança total».
Durante o ano de 2020, a produção mineira foi atingida pela Pandemia de Covid-19, devido à aplicação de medidas mais rigorosas para assegurar a saúde e a segurança dos trabalhadores. Neste sentido, foi suspenso o importante programa ZEP - Expansão da Exploração Zinco, avaliado em 260 milhões de euros, que iria expandir a produção de zinco na mina de Neves-Corvo. Num comunicado da Lundin Mining, emitido em Março de 2020, a presidente da companhia, Marie Inkster, justificou esta medida com a circunstância que o programa iria trazer «muitos trabalhadores de empreiteiros que viajam de outras regiões de Portugal e de outros destinos internacionais», aumentando o risco «que o vírus possa ser levado para a região do Alentejo por pessoas que viajam para trabalhar no projeto». Em Dezembro desse ano, a Lundin Mining anunciou que em Janeiro do ano seguinte iria reiniciar o programa ZEP. Segundo o administrador-delegado da Somincor, Kenneth Norris, previa-se que se iriam «mobilizar um número menor de empreiteiros com um calendário alargado para avançar com o projeto», medida que foi implementada devido às «exigências de segurança para o distanciamento social e outras medidas preventivas para salvaguardar e proteger a mão-de-obra e as comunidades locais da disseminação da covid-19». O administrador-delegado afirmou igualmente que o programa iria estar concluído «até ao final de 2021, com a produção de zinco a aumentar em 2022». A empresa calculava que a produção total de concentrado de zinco para 2021 estaria entre as 70.000 e as 75.000 toneladas, valores que iriam aumentar consideravelmente após a entrada em funcionamento do programa ZEP. No relatório operacional da Lundin Mining para 2021, em 2022 a produção de zinco deveria aumentar em cerca de 66%, atingindo entre 115.000 a 125.000 toneladas, enquanto que no ano seguinte seria de 145.000 a 155.000 toneladas. Em contrapartida, previa-se uma redução na produção de cobre, que seria de apenas 35.000 a 40.000 toneladas em 2021, 30.000 a 35.000 toneladas em 2022, com um ligeiro acréscimo para 33.000 a 38.000 toneladas em 2023. Segundo Kenneth Norris, esta redução na produção de cobre era devida aos «efeitos da pandemia», que iria continuar «por mais um ou dois anos», embora também estivesse ligada ao aumento na produção de zinco, tendo afirmado que «temos que olhar para esta questão de forma integrada, com uma estabilização da produção de cobre e um incremento significativo da produção de zinco decorrente da conclusão do ZEP no próximo ano». O administrador-delegado declarou que tinha esperança que a empresa voltasse «a alguma normalidade» em 2021, tendo neste sentido iniciado ainda em 2020 o processo para o recrutamento de novos trabalhadores.
Nos princípios de 2021, a Universidade Nova de Lisboa e a Unidade Local de Saúde do Baixo Alentejo, estavam a desenvolver um sistema robotizado de descontaminação, com o apoio financeiro da Somincor. Este aparelho, denominado de Júlia, utilizava raios violeta no processo de descontaminação, e era destinado a grandes espaços comerciais, como fábricas e escritórios. Em 30 de Março, um trabalhador morreu de uma intoxicação devido à acumulação de gases no fundo da mina, na sequência de uma explosão de pedra ocorrida anteriormente. Em Outubro desse ano, voltou a ocorrer um acidente mortal, quando um trabalhador foi atropelado por um monta-cargas no interior da mina. Em 12 de Fevereiro de 2024 verificou-se um novo acidente no interior da mina, quando a cobertura de uma galeria desabou, levando à morte de um trabalhador. Na sequência deste acidente, Albino Pereira, presidente do Sindicato da Indústria Mineira, criticou a falta de condições de segurança em Neves Corvo, alegando que «há mais de um ano que o sindicato tem alertado para as questões de segurança, e pouco tem sido feito», e que cada operário «está dez horas no fundo da mina, num trabalho exaustivo e de elevado desgaste». Os trabalhadores da mina denunciaram a «falta de investigação dos acidentes», acrescentando que «nem sabemos se a brigada de intervenção está devidamente formada, treinada e se tem meios» e que «em alguns casos os responsáveis de segurança são coniventes com a administrações e saem sempre impunes em todos os acidentes».
Em Dezembro de 2024, a Lundin Mining anunciou que a Mina de Neves-Corvo tinha sido vendida à empresa sueca Bolinden, por um valor de 1,44 mil milhões de euros. Entrevistado pela Agência Lusa, o presidente da Câmara Municipal de Castro Verde, António José Brito, considerou a venda da mina como «um processo normal», e manifestou a sua esperança que que os novos proprietários possam «fortalecer a empresa» e «a sua produtividade», enquanto que o autarca de Almodôvar, António Bota, afirmou que «a Boliden mostra ser uma empresa cuidadosa e inovadora, com práticas respeitosas no que concerne à empregabilidade e ao respeito pelos direitos laborais, tem preocupações de sustentabilidade ambiental, social e financeira, alinhando com compromissos de segurança e de bem-estar com todos os que laboram nesta atividade».
De acordo com um relatório publicado pela empresa Bolinden em 2025, a produção de cobre e zinco aumentou na mina no segundo trimestre desse ano em relação a 2024, apesar dos problemas provocados pelo apagão de 28 de Abril e pela realização de trabalhos de manutenção.

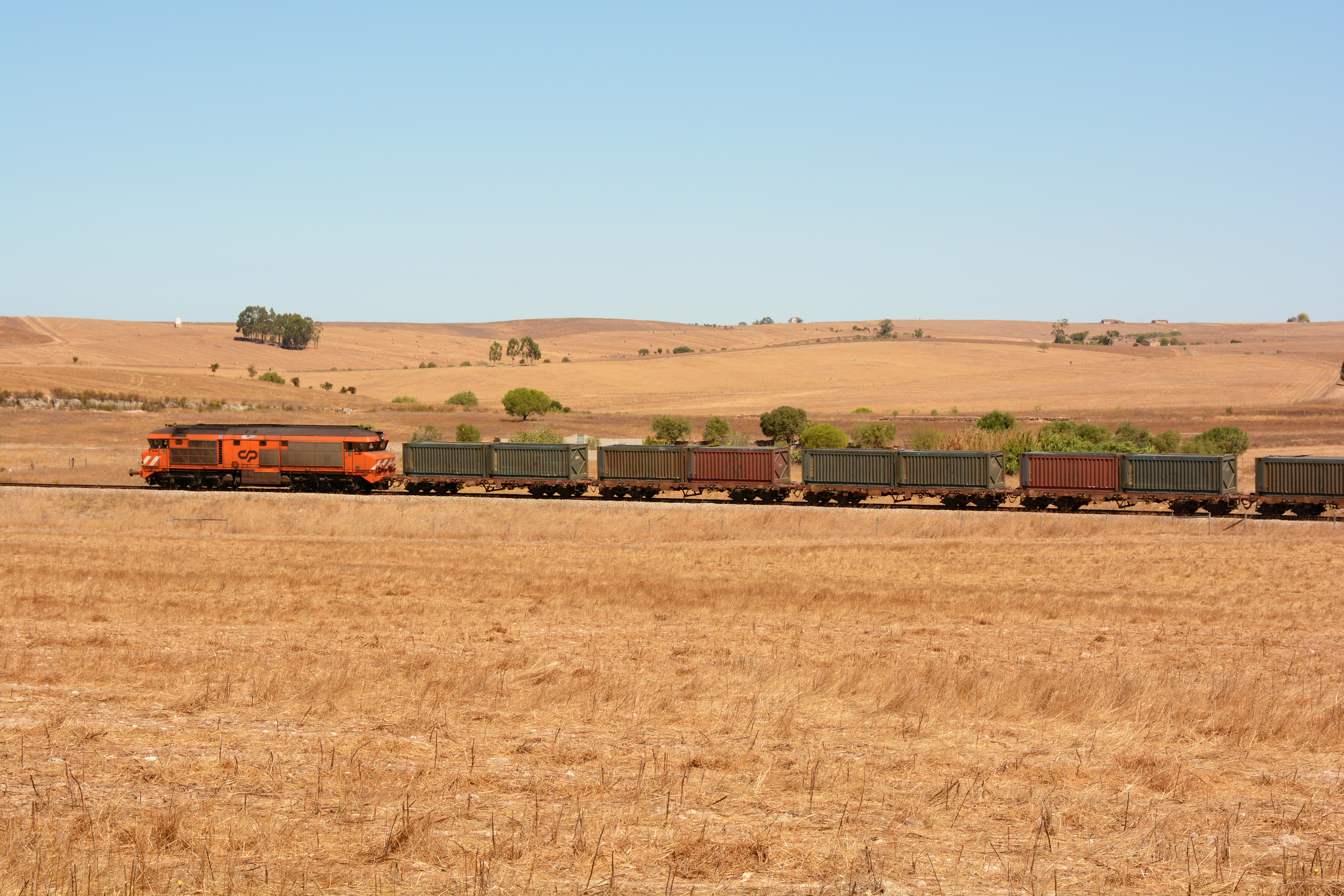
Comboio a circular no ramal de Neves-Corvo, em 2015.

## Leitura recomendada
- NUNES, Alice;  et al. (2013).  GAMA, Henrique; BRANQUINHO, Cristina, ed. Uma mina de biodiversidade: Guia de campo da região de Neves-Corvo. Castro Verde: Somincor. 196 páginas. ISBN 978-972-97081-2-1